# ویلازودون
ویلازودون (به انگلیسی: Vilazodone)، که با نام تجاری Viibryd و دیگر نام‌ها فروخته می‌شود، داروییست که برای درمان اختلال افسردگی عمده استفاده می‌شود. در حالی که مطالعات برای استفاده از ویلازودون در درمان اختلال اضطراب منتشر صورت گرفت، اما این تحقیقات از سال ۲۰۱۷ متوقف شد. این دارو به صورت خوراکی تجویز می‌شود.
عوارض جانبی شایع شامل تهوع، اسهال و مشکل در خواب است. عوارض جانبی جدی ممکن است شامل افزایش افکار یا اقدامات به خودکشی در افراد زیر ۲۵ سال، سندرم سروتونین، خونریزی، شیدایی، پانکراتیت و SIADH باشد. ویلازودون ممکن است نسبت به SSRIهای تیپیکال و SNRIها به میزان کمتری باعث از بین رفتن احساسات شود. در صورت کاهش سریع دوز مصرفی، ممکن است سندرم ترک ایجاد شود. استفاده در دوران بارداری و شیردهی به‌طور کلی توصیه نمی‌شود. این دارو در دسته داروهای تعدیل‌کننده سروتونین قرار دارد و اعتقاد بر این است که هم به عنوان یک SSRI و هم فعال کننده گیرنده 1A سروتونین عمل می‌کند.
ویلازودون برای استفاده پزشکی در ایالات متحده در سال ۲۰۱۱ و در کانادا در سال ۲۰۱۸ تأیید شد. در سال ۲۰۱۷، این دارو با تجویز بیش از یک میلیون نسخه، ۲۸۵امین داروی رایج در ایالات متحده بود.